# Odontosoria killipii
Odontosoria killipii là một loài thực vật có mạch trong họ Dennstaedtiaceae. Loài này được (Maxon) R.M. Tryon & A.F. Tryon miêu tả khoa học đầu tiên năm 1981.